# Kamptosomatidae
De Kamptosomatidae zijn een familie van zee-egels uit de orde Echinothurioida.

## Geslachten
- Kamptosoma Mortensen, 1903